# Axinella digitiformis
Axinella digitiformis är en svampdjursart som beskrevs av Marcus Lehnert och van Soest 1996. Axinella digitiformis ingår i släktet Axinella och familjen Axinellidae.
Artens utbredningsområde är havet kring Jamaica. Inga underarter finns listade i Catalogue of Life.